# オットー・ビュッチュリ

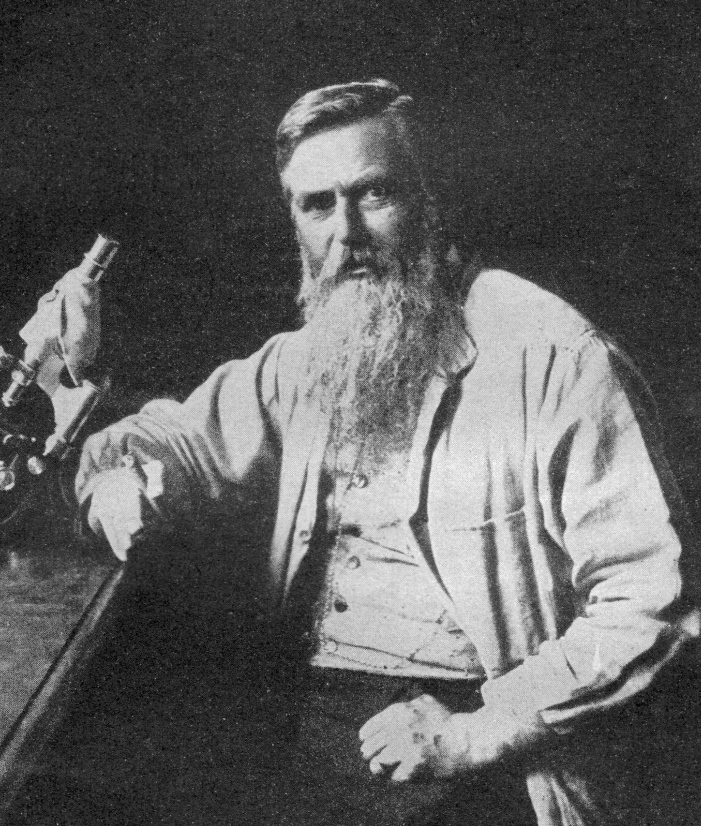
オットー・ビュッチュリ

ヨハン・アダム・オットー・ビュッチュリ（Johann Adam Otto Bütschli, 1848年5月3日 - 1920年2月2日）は、ドイツの動物学者、細胞学者である。

## 経歴
フランクフルト・アム・マインで生まれた。父親はスイス出身で1830年にドイツに移住した料理人で、母親はドイツ人であった。
カールスルーエ工科大学で鉱物学、科学、古生物学を学び、1865年から古生物学者のカール・アルフレート・フォン・ツィッテルの助手を務めた後、1866年にハイデルベルク大学に移り、鉱物学、化学、動物学の研究で学位を得て、ロベルト・ブンゼンの助手を務めた。
1869年にライプツィヒ大学に移ってルドルフ・ロイカート (Rudolf Leuckart) の助手となり、動物学に転じることにして線形動物（線虫）の発生学的研究を始めた。1873年から、キール大学でカール・アウグスト・メビウス (Karl August Möbius) の助手を務め、1876年に教授資格を得て、カールスルーエ工科大学の講師を務めた。1878年にハイデルベルク大学の動物学、古生物学の教授となり、引退するまでその職を続けた。
1876年に最初の主要業績となった『卵細胞の最初の成長過程、線虫の細胞分裂と結合の研究』Studien über die ersten Entwicklungsvorgänge der Eizelle die Zelltheilung und die Conjugation der Infusorien を発表した。昆虫、巻貝、線虫類の成長過程と比較解剖学的研究に取り組み、動物の有糸分裂を発見し、原形質の微細構造の増殖過程の研究や、原生動物の分類に重要な貢献をした。1914年にリンネ・メダルを受賞した。ハイデルベルクで没。
鉱物 Bütschliit に献名されている。

## 著作
- Mechanismus und Vitalismus, Leipzig, 1901